# Valognes
Valognes er en kommune i departementet Manche i Normandie-regionen i det nordvestlige Frankrig.
Byen ligger ved Merderet-floden, 20 km sydøst for Cherbourg.

## Historie
Byen blev bygget ikke ret langt fra den romerske by Alauna eller Alaunia hvorfra byen har hentet sit navn. Det var et befæstet støttepunkt under de normanniske hertuger og franske monarker. Det var her Wilhelm Erobreren fik nyheden om at baronerne i Cotentin og Bessin konspirerede om at dræbe ham, hvorefter han undslap til Falaise. Edvard 3. af England erobrede Valognes uden modstand, tilbragte en nat der og plyndrede og afbrændte derefter byen. Henrik 3. af England besad byen, som forblev under engelsk herredømme i 30 år. Det blev en slags feriested for engelske aristokrater indtil 1920'erne. Under de franske religionskrige stillede Valognes sig i 1588 på den katolske ligas side. Borgen, ligesom den i Cherbourg, blev fuldstændig ødelagt under Ludvig 14. Af de klostre, som fandtes i Valognes før 1792 er der kun Benediktinerklosteret tilbage. Det blev omdannet til et hospice.
Notre Dame kirken fra det 14. århundrede havde en kuppel fra 1612, der var det eneste eksempel på en gotisk kuppel i Frankrig. Hele kirken blev ødelagt i 1944 under operation Overlord.
Før den Franske revolution var Valognes hjemsted for over hundrede familier af ædel byrd og formue, og var længe efter hjem for mange af den gamle adel. Byen blev således kendt som Normandiets Versailles på grund af dens aristokratiske ejendomme og paladser samt dens stille mystiske stemning og eksklusivitet i gaderne. Dette var Barbey d'Aurevillys Valognes.
Methuen guiden fra 1928 over Normandiet af Cyril Scudamore beskriver noget mere prosaisk Valognes som "en ren og velbygget by, hvis fine gamle huse vidner om dens tidligere velstand".
Der er ikke meget tilbage af Valognes berømte arkitektoniske arv, da mange af de aristokratiske ejendomme blev skudt i grus under slaget om Normandiet. De smukke hôtel de Beaumont, findes dog stadig.

## Museer
Byen har to museer som er viet til de to alkoholiske drikke, som Normandiet er kendt for: et for cider, og et for æblebrændevinen Calvados.

## Venskabsbyer
Valognes er venskabsby med
- Wimborne i Dorset, England
- Stolberg i Rheinland, Tyskland

## Eksterne kilder
- Valognes ville d'art et d'histoire (Officiel hjemmeside) (fransk)

- Wikimedia Commons har flere filer relateret til Valognes